# Walter Baldessarini
Walter Baldessarini (* 5. November 1936 in Meran; † 12. Dezember 2022 ebenda) war ein expressionistischer Maler aus Südtirol.

## Leben

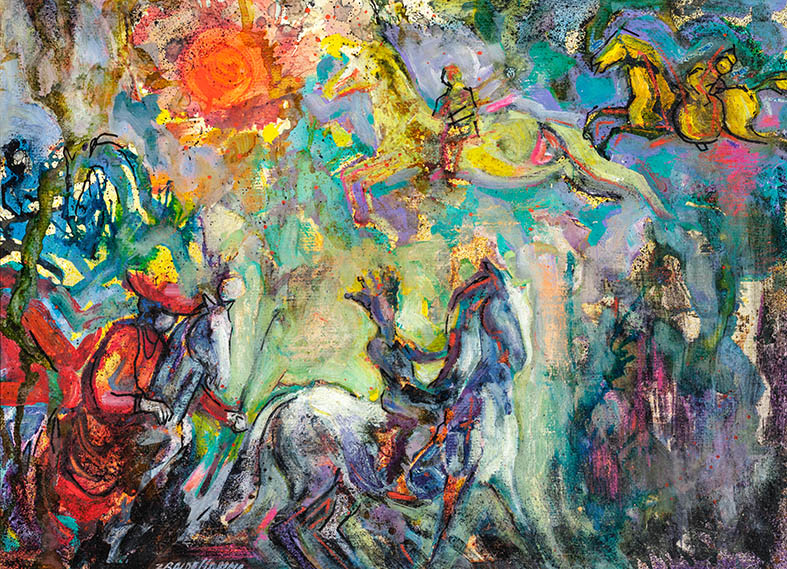
Werk: Walter Baldessarini, Apocalisse, 47 cm × 64 cm, 1995

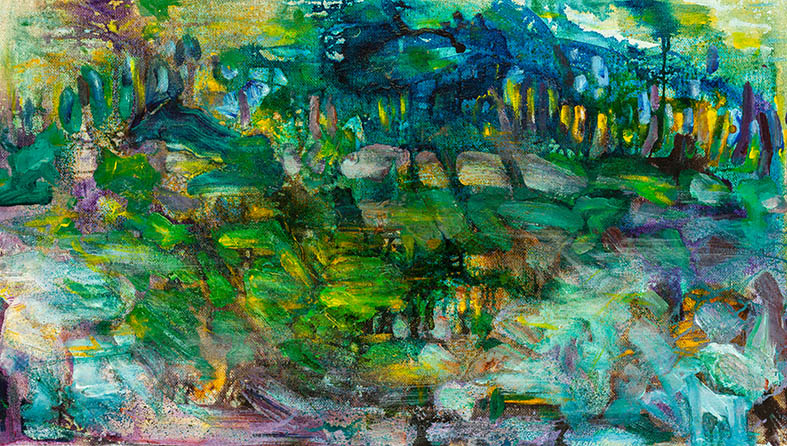
Werk: Walter Baldessarini, Capri, 60 cm × 104 cm, 2007

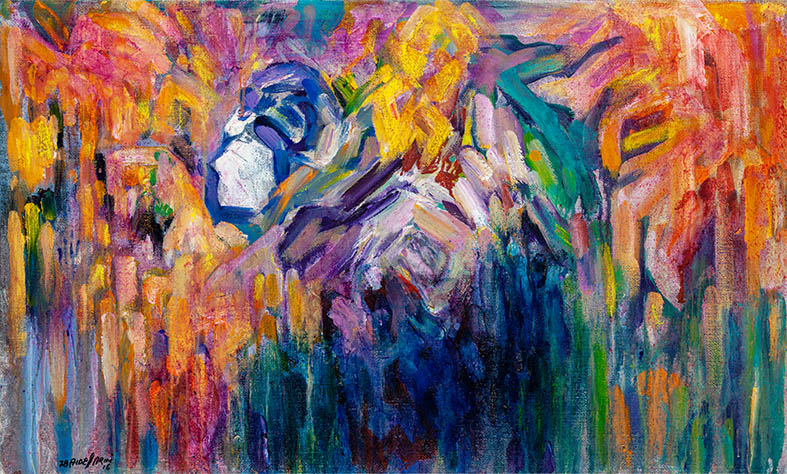
Werk: Walter Baldessarini, Iris, 60 cm × 100 cm, 2016

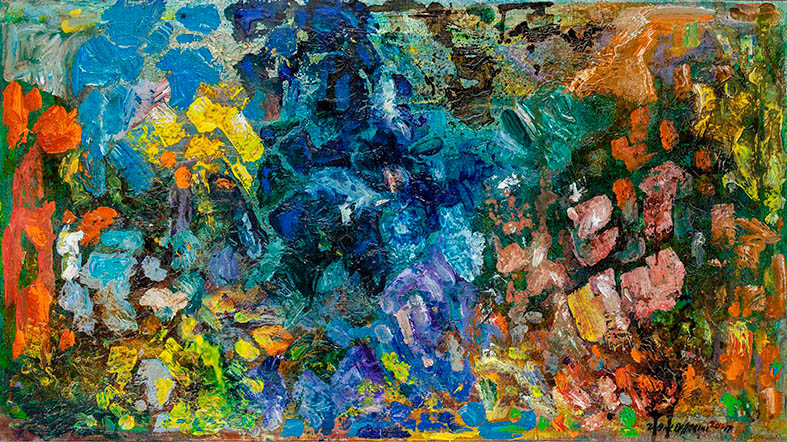
Werk: Walter Baldessarini, Iris, 56 cm × 100 cm, 2017

Walter Baldessarini wurde als Sohn der Antiquitätenhändler Lina Klotz und Rinaldo Baldessarini geboren. Er studierte an der Blocherer Schule in München Zeichnen und Malerei. Anschließend erhielt er ein Stipendium und studierte in Rom Bühnenbild und Kostümgeschichte am Centro sperimentale di Cinematografia. Darüber hinaus belegte er Zeichenkurse an der Accademia delle Belle Arti bei Mario Mafai, einem Vertreter der Scuola Romana. Erste Erfolge erlangte er 1957, als er bei der Gemeinschaftsausstellung für Bühnenbild und Kostüm, die beim Filmfestival Venedig gezeigt wurde, mit dem „Ciak d’oro“ ausgezeichnet wurde. In den folgenden Jahren nahm er an Ausstellungen in Italien und in Europa unter anderem in Trapani, London, Mailand, Rom, Frankfurt am Main, Aix-en-Provence, Florenz und Venedig teil.

## Werk
Baldessarinis künstlerisches Werk zeichnet sich durch einen gestisch dynamischen Stil, eine lebhafte Farbigkeit sowie durch das stetige Schwanken zwischen einer figurativen Narration und einer flächigen Abstraktion aus. Beeinflusst wurde der Maler in jungen Jahren von Expressionisten wie den Künstlergruppen Der Blaue Reiter und Die Brücke. Aber auch die Antike, die Gotik, die Renaissance sowie die christliche und griechische Mythologie sind Elemente, die immer wieder in seinen Gemälden und Zeichnungen vorkommen.
In seinen Bildern wird die Farbe meist mit breiten Pinselstrichen und in dicken Schichten aufgetragen. So werden Stimmungen, Sinneswahrnehmungen und Atmosphären auf die Leinwand übertragen. Teils wird ein dünnes Seidenpapier als Untergrund auf die Leinwand aufgeklebt und anschließend verkohlt, um eine irreguläre Struktur unter der Farbschicht zu erzeugen. Teils wird die Farbe mit einer Spachtel aufgetragen, anschließend mit einem stumpfen Gegenstand bearbeitet und Kratzer und Schrammen eingefügt. Thematisch erstreckt sich das Œuvre über vier große Themenkomplexe: die Landschaftsbilder, die Kompositionen, die Stillleben und die Mozart-Zyklen.

## Gruppenausstellungen (Auswahl)
- 2015: XIV Salon Peintres et Sculpteurs de Saint Tropez, Salle Jean Despas, Saint Tropez[3]
- 2009: Art Innsbruck 2009. Internationale Kunstmesse, Innsbruck[6]
- 1982: Giovani pittori e scultori italiani, a cura di Osvaldo Patani, Rotonda della Besana, Mailand[2][7]
- 1972: Bertrand Russell Centenary International Art Exhibition and Sale, Bertrand Russell Peace Foundation, London[3]
- 1972: Mostra collettiva a cura dell’Accademia de “i 500”, Mercati di Traiano, Rom[2]
- 1971: Grand Prix international – Paternoster 71, London[3]
- 1957: Collettiva di Scenografia e Costumi, a cura del Centro Sperimentale di Cinematografia di Roma, Internationale Filmfestspiele von Venedig[2]

## Einzelausstellungen (Auswahl)
- 1959: Galleria d’arte moderna della Provincia, Trapani[2]
- 1972: Galleria Barsanti, Rom[2]
- 1981: Galerie Savigny, Frankfurt am Main[3]
- 1986: Volksbank Galerie, Meran[3]
- 1990: Impressioni di viaggio, Volksbank Galerie, Meran[3]
- 1996: Meraner Kunstgalerie, Meran[3]
- 1996: Impressionen von Walter Baldessarini, Galerie Katzenmeyer, Feldkirch[3]
- 2000: Hotel Palace, Meran[3]
- 2003: Dentro la visione, a cura di Giovanni Faccenda, Archivio di Stato, Palazzo Gamberini, Florenz[8]
- 2004: Dentro la visione, a cura di Giovanni Faccenda, Galleria civica di arte moderna e contemporanea, Arezzo[9]
- 2006: Hommage a Mozart, per le Settimane musicali meranesi, Kurhaus Meran[3]
- 2007: Omaggio a Mozart, Cantina d’Isera, Trient[3]
- 2007: Les peintures de Walter Baldessarini, Galerie la Prévôté, Aix en Provence[3]
- 2008: Presto con fuoco, Scoletta di San Rocco, Venedig[10]
- 2011: Omaggio a Mozart, Spazio Rizzi, Latsch[11]
- 2014: Il movimento del colore, Salle Pavillon, Hôtel de Ville, Aix en Provence[12]
- 2015: Il movimento del colore, Ansitz Rosengarten, Lana[13]
- 2018: Opus Vitae, Galleria Denny Staschitz, Meran[5][14][15]

## Sammlungen
- Sammlung der Autonomen Provinz Bozen, Bozen[3]
- Palais Mamming Museum, Meran[3]
- Kunstgeschichtliche Sammlungen (Kunst nach 1900), Tiroler Landesmuseum Ferdinandeum, Innsbruck[3]
- Museo del Novecento, Mailand[3]
- Bertrand Russell Peace Foundation, Nottingham[3]